# Antiphytum ehrenbergii
Antiphytum ehrenbergii är en strävbladig växtart som först beskrevs av August Brand, och fick sitt nu gällande namn av R. Govaerts. Antiphytum ehrenbergii ingår i släktet Antiphytum och familjen strävbladiga växter. Inga underarter finns listade i Catalogue of Life.